# 高邦佐
高邦佐（？—1622年），字以道，號衷白，山西平阳府襄陵人。明朝政治人物。

## 生平
六月十二日生，治易经。万历二十二年（1594年）甲午科鄉試第十七名舉人，二十三年（1595年）乙未科进士，都察院觀政，本年六月授山东寿光知县，招抚流民三千户。二十八年升任户部雲南司主事，二十九榷税九江鈔关，歷升员外郎、郎中等。三十四年八月出守永平知府，修筑运河等。三十八年二月升山东天津兵备副使，在天津训兵，平巨盜董時耀。三十九年担任陕西神木道参政，丁嫡母憂歸。四十五年起補蓟州道，后被弹劾降一级，辞官归乡。
天启元年，辽阳被清军攻破，高邦佐被重新启用并担任參政，分守广宁。其以家母年八十有余，哭泣不肯离去，其母指责其应当以大义，于是赴任。当时熊廷弼、王化貞两人关系紧张，高邦佐料到辽宁战事必败，于是屡次请求回乡。而当请求经允许时，王化貞已经弃广宁逃跑。众人对高邦佐说，既然已经请辞得准，就当然可撤退到山海关了。高邦佐呵斥道：“我一日没有离开，就还是封疆大臣。”晚上修书至老母诀别，并派遣士兵到熊廷弼处，说“虽然广宁城乱，但是清军尚不得知。请务必带兵进入斩杀几人，人心自然平定。如果您不来，就请授兵于我去赴难。”熊廷弼不采纳，却和王化貞一同逃跑了。高邦佐仰天大叹，对属下哭道：“巡抚经略都逃走了，大势已去了。松山是我的守地，我应当死于此。你们离开告诉我母亲吧。”于是向西拜谒朝廷，再南拜谒母亲，随后自尽。其仆人高永说：“主人死了，怎么可以没有随从呢？”于是在旁边也一同自尽。后赠公光禄寺卿，再赠大理寺卿，謚忠节，赐祭葬。
高邦佐与張銓、何廷魁都是山西人，后诏书在宣武门外建造祠堂，命名“三忠”。

## 家族
曾祖高瑾。祖父高镗，臨清州吏目。父高溱。母邢氏，生母楊氏。慈侍下。娶郭氏。